# Cynthia Rhodes
Cynthia Rhodes est une actrice, chanteuse et danseuse américaine, née le 21 novembre 1956 à Nashville (Tennessee).

## Biographie
Cynthia Rhodes commence sa carrière artistique comme danseuse avant de se tourner vers le cinéma, avec tout d'abord quelques apparitions dans des comédies musicales telles que Xanadu (1980) ou Coup de cœur (1982). Après un rôle mineur dans Flashdance, elle est la partenaire de John Travolta dans Staying Alive (1983), la suite de La Fièvre du samedi soir.
Ses choix de carrière sont stricts, elle refuse notamment tout script présentant une scène de nudité. Née et élevée dans une famille baptiste, elle tient à garder une image irréprochable. Elle refuse même de poser pour le magazine Playboy.
En 1984, elle obtient son premier rôle non dansant dans le film de science-fiction Runaway : L'Évadé du futur aux côtés de Tom Selleck, Gene Simmons et Kirstie Alley. Son rôle le plus mémorable reste celui de Penny Johnson dans la comédie musicale Dirty Dancing (1987) face à Jennifer Grey et Patrick Swayze.
Elle apparaît également dans de nombreux clips vidéo : Rosanna par Toto, Woman in you par les Bee Gees, Don't mean nothing par Richard Marx. Elle fut également danseuse pour le groupe The Tubes et aussi chanteuse pour Animotion durant les années 1980.
Le 8 janvier 1989, elle épouse le chanteur Richard Marx qu'elle avait rencontré lors du tournage de Staying Alive. À l'exception d'une dernière apparition en 1991 dans un film d'aventures, elle abandonne ensuite le cinéma pour se consacrer à ses trois fils : Brandon, Lucas et Jesse.

## Filmographie

### Cinéma
- 1983 : Flashdance : Tina Tech
- 1983 : Staying Alive : Jackie
- 1984 : Runaway : L'Évadé du futur : Officier Karen Thompson
- 1986 : Flying
- 1987 : Dirty Dancing : Penny Johnson
- 1991 : Curse of the Crystal Eye : Vickie Phillips

### Télévision
- 1984 : L'Île fantastique : Merlise (épisode « Goin' on Home / Ambitious Lady »)

## Chansons
- Room To Move - Animotion (1989)
- Calling It Love - Animotion (1989)
- I'm Never Gonna Give You Up avec Frank Stallone et Finding Out The Hard Way : bande originale de Staying Alive (1983) [1]